# Río Cholguaco
Río Cholguaco är ett vattendrag i Chile.   Det ligger i regionen Región de Los Lagos, i den södra delen av landet, 900 km söder om huvudstaden Santiago de Chile.
I omgivningarna runt Río Cholguaco växer i huvudsak blandskog. Runt Río Cholguaco är det glesbefolkat, med 10 invånare per kvadratkilometer.